# Alex Trebek
George Alexander Trebek (Sudbury, 22 de julho de 1940 – 8 de novembro de 2020) foi um apresentador de televisão nascido no Canadá e naturalizado estadunidense. Ficou conhecido por Jeopardy!, programa a qual ele apresentou de 1984 até a sua morte em 2020. Trebek também apareceu como ator em várias séries de televisão, geralmente interpretando ele mesmo.
Em 1998 obteve a cidadania americana. Entre seus maiores prêmios estão quatro Emmys. Foi homenageado com uma estrela na Calçada da Fama de Hollywood e outra na Calçada da Fama do Canadá.
Entre outros, apareceu interpretando a si próprio em Cheers (1990), Predator 2, (1990), The Golden Girls (1992), Short Cuts (1993), The Nanny (1995), Beverly Hills, 90210 (1995), Finding Forrester (2000), Family Guy (2006), e The Bucket List (2008).
Morreu em 8 de novembro de 2020, aos 80 anos, devido a um câncer do pâncreas.

## Aparições na televisão e no cinema

### Programas
- 1963–1964: Music Hop (CBC)[4]
- 1964: Vacation Time –  co-apresentador (CBC)[5]
- 1966–1970: CBC Championship Curling – locutor (CBC)[6]
- 1966–1973: Reach for the Top (CBC)[7]
- 1969: Barris & Company – co-host/locutor (piloto) (CBC)[8][9]
- 1969: Strategy (CBC)[7]
- 1971: Pick and Choose (CBC)[10]
- 1972: Outside/Inside (CBC)[11][12]
- 1973: TGIF – locutor (CBC)[13][14]
- 1973: The Wizard of Odds (NBC)[15]
- 1974–1976, 1978–1980: High Rollers (NBC)[16]
- 1976–1977: Double Dare (CBS)[17]
- 1976–1980: Stars on Ice (CTV)[18]
- 1977–1978: The $128,000 Question[19]
- 1980–1981: Wall $treet[20]
- 1981–1982: Pitfall[21]
- 1981–1983: Battlestars[22]
- 1983: Malcolm (piloto)[23]
- 1983: Starcade (piloto)[24]
- 1984–2021: Jeopardy![25] (episódios póstumos, de novembro de 2020 a janeiro de 2021)
- 1985: Lucky Numbers (piloto)[26]
- 1987: Second Guess (piloto)[27]
- 1987: VTV-Value Television –  co-apresentador com Meredith MacRae[27]
- 1987–1991: Classic Concentration[28]
- 1989–2013: The National Geographic Bee national finals[29]
- 1990: Super Jeopardy![25]
- 1991: To Tell the Truth (1990–1991) – de fevereiro a maio de 1991[25]
- 1993: The Red Badge of Courage/Heart of Courage – show produzido no Canadá destacando indivíduos corajosos[30]
- 1996–1998: The Pillsbury Bake-Off[31]
- 1997: Wheel of Fortune – April Fools' Day também um apresentador substituto em agosto de 1980)[32]
- 1999: Live from the Hollywood Bowl – transmissão anual ao vivo[33]
- 2017: Game Changers – apresentador e produtor executivo[34]
- 2020: Jeopardy! The Greatest of All Time[25]

### Atuação
- 1987: Mama's Family – como ele mesmo, o apresentador de Jeopardy! (episódio 4.19 – "Mama on Jeopardy!")[25]
- 1988: For Keeps – como ele mesmo, o apresentador de Jeopardy!
- 1988: Rain Man – como ele mesmo, o apresentador de Jeopardy![35]
- 1990: Cheers – como ele mesmo, o apresentador de Jeopardy! (episódio 8.14 – "What Is... Cliff Clavin?")[35]
- 1990: Predator 2 – como ele mesmo, o apresentador de Jeopardy! (voz)[36]
- 1990: The Earth Day Special – como ele mesmo, o apresentador de Jeopardy![37]
- 1991: WrestleMania VII – como ele mesmo, um locutor de ringue e entrevistador[38]
- 1992: The Golden Girls – como ele mesmo, o apresentador de Jeopardy! (episódio 7.16 – "Questions and Answers")[35]
- 1992: White Men Can't Jump – como ele mesmo, o apresentador de Jeopardy![25]
- 1993: Short Cuts – como ele mesmo, o apresentador de Jeopardy![39]
- 1993: Groundhog Day – como ele mesmo, o apresentador de Jeopardy! show #1656
- 1993: The Larry Sanders Show – como ele mesmo, o ministro que se casa com Hank Kingsley (episódio 2.15 – "Hank's Wedding")[39]
- 1993: Rugrats – as Alan Quebec, o apresentador de "Super Stumpers" (episódio 2.37 – "Game Show Didi")[40]
- 1995: The Nanny – como ele mesmo, o apresentador de Jeopardy! (episódio 3.2 – "Franny and the Professor")[41]
- 1995: Beverly Hills, 90210 – como ele mesmo, o apresentador de Jeopardy![42]
- 1995: Blossom – como ele mesmo, o apresentador de Jeopardy! (episódio 5.14 – "Who's Not on First")[25]
- 1995: Jury Duty – como ele mesmo, o apresentador de Jeopardy![43]
- 1996: The X-Files – como o Man in Black que o agente Mulder achava que se parecia "incrivelmente" com ele mesmo (episódio: "Jose Chung's From Outer Space")[44]
- 1996: Seinfeld – como ele mesmo, o apresentador de Jeopardy! (episódio 8.9 – "The Abstinence")[45]
- 1996: The Magic School Bus – Announcer (voz) (episódio 2.6 – "Shows and Tells")[46]
- 1996: Ellen's Energy Adventure – como ele mesmo, o apresentador de Jeopardy![47]
- 1997: Ned and Stacey – como ele mesmo, o apresentador de Jeopardy![48]
- 1997: The Simpsons – como ele mesmo, o apresentador de Jeopardy! in "Miracle on Evergreen Terrace" (Voz)[25]
- 1998: Baywatch – como ele mesmo, o apresentador de Jeopardy! (episódio 9.8 – "Swept Away")[25]
- 1998: The Weird Al Show – como ele mesmo, o apresentador de Jeopardy! (voz)[25]
- 1998: Mafia! – ele mesmo, andando em um carro alegórico
- 2000: Finding Forrester – como ele mesmo, o apresentador de Jeopardy![25]
- 2000: Charlie's Angels – como ele mesmo, o apresentador de Jeopardy![25]
- 2000: Saturday Night Live – ele mesmo[49]
- 2000: Arthur – as Alex Lebek, o apresentador de Riddle Quest[50]
- 2000: Pepper Ann – as ele mesmo (2 episodes)[51]
- 2002: Saturday Night Live – ele mesmo[49]
- 2006: Family Guy – como ele mesmo, o apresentador de Jeopardy! in "I Take Thee Quagmire" (voz)[25]
- 2007: The Bucket List – como ele mesmo, o apresentador de Jeopardy! (voz)[25]
- 2010: How I Met Your Mother – ele mesmo em "False Positive"[25]
- 2012: The Simpsons – como ele mesmo, o apresentador de Jeopardy! em "Penny-Wiseguys" (Voz)[25]
- 2013: How I Met Your Mother – ele mesmo em "P.S. I Love You"[25]
- 2013: Delta Air Lines – ele mesmo.[52]
- 2014: Hot in Cleveland – ele mesmo [53]
- 2014: Delta Air Lines – ele mesmo,.[52]
- 2014: The Colbert Report (series finale) – ele mesmo, "the man who knows all the answers", em Santa's sleigh[54]
- 2015: The Amazing Race Canada 3 – as ele mesmo/Sudbury Pit Stop greeter[55]
- 2018: Orange Is the New Black – ele mesmo[56]
- 2018: RuPaul's Drag Race – ele mesmo[25]
- 2020: Last Week Tonight with John Oliver  – as ele mesmo[25]
- 2020: 2020 NHL Entry Draft  – ele mesmo[57]
- 2020: Scooby-Doo and Guess Who? - como ele mesmo, o apresentador de Jeopardy! em "Total Jeopardy" (voz, lançamento póstumo)
- 2021: Free Guy – como ele mesmo, o apresentador de Jeopardy! (papel final no filme, póstumo)[58]